# Comuna Jiana, Mehedinți
Jiana este o comună în județul Mehedinți, Oltenia, România, formată din satele Cioroboreni, Dănceu, Jiana (reședința), Jiana Mare și Jiana Veche.

## Demografie
Componența etnică a comunei Jiana
     Români (59,37%)
     Romi (27,06%)
     Alte etnii (0,05%)
     Necunoscută (13,53%)
Componența confesională a comunei Jiana
     Ortodocși (80,98%)
     Penticostali (2,72%)
     Evanghelici (2,27%)
     Alte religii (0,43%)
     Necunoscută (13,6%)
Conform recensământului efectuat în 2021, populația comunei Jiana se ridică la 4.184 de locuitori, în scădere față de recensământul anterior din 2011, când fuseseră înregistrați 4.695 de locuitori. Majoritatea locuitorilor sunt români (59,37%), cu o minoritate de romi (27,06%), iar pentru 13,53% nu se cunoaște apartenența etnică. Din punct de vedere confesional, majoritatea locuitorilor sunt ortodocși (80,98%), cu minorități de penticostali (2,72%) și evanghelici (2,27%), iar pentru 13,6% nu se cunoaște apartenența confesională.

## Politică și administrație
Comuna Jiana este administrată de un primar și un consiliu local compus din 13 consilieri. Primarul, Stelian Stăncioiu[*], de la Partidul Social Democrat, este în funcție din 2004. Începând cu alegerile locale din 2024, consiliul local are următoarea componență pe partide politice:
|  | Partid                   | Consilieri | Componența Consiliului | Componența Consiliului | Componența Consiliului | Componența Consiliului | Componența Consiliului | Componența Consiliului | Componența Consiliului | Componența Consiliului | Componența Consiliului | Componența Consiliului | Componența Consiliului | Componența Consiliului | Componența Consiliului |
|  | ------------------------ | ---------- | ---------------------- | ---------------------- | ---------------------- | ---------------------- | ---------------------- | ---------------------- | ---------------------- | ---------------------- | ---------------------- | ---------------------- | ---------------------- | ---------------------- | ---------------------- |
|  | Partidul Social Democrat | 13         |                        |                        |                        |                        |                        |                        |                        |                        |                        |                        |                        |                        |                        |